# Microsoft BASIC
Microsoft BASIC（マイクロソフト ベーシック）とは、かつてマイクロソフトが開発・販売していたBASIC言語の処理系である。BASICの流れを汲む派生言語（独自拡張の方言あるいは構造化されたBASICも含む）や処理系の総称とみなされることもあるが、Visual Basic以後は従来のBASICとは互換性がなく、「Microsoft BASIC」という語が指す範囲かどうかは議論があろう。また、QuickBASICやVisual Basicは独自の「構造化されたBASIC」として発展したものであり、同じく「構造化されたBASIC」であるISO/IEC 10279やJIS X 3003などで標準化されているFull BASICとの互換性はない。
さらに、.NET Frameworkを基盤として動作するように設計されたVisual Basic .NETは、旧Visual Basic（バージョン6.0以前）の欠点を解消し、同時期に登場したC#と同等の本格的なオブジェクト指向言語としての機能をサポートするよう新規に再構築されており、旧Visual Basicとの互換性はなく、完全に別物の言語および処理系である。

## 概要
マイクロソフトの基盤を築いた製品である。最初に登場したのは1975年、ホビーイスト向けマイクロコンピュータ・MITS Altair 8800用のAltair BASICであった。
Altair BASIC インタプリタは、マイクロソフト社を設立したポール・アレンとビル・ゲイツ（およびゲイツの同級生のモンティ・ダビドフ）が開発した。
開発にはミニコンピュータ PDP-10 を使用した。紙テープの形で販売され、初期バージョンは4 KB（厳密にはKiB）のメモリを使用した。拡張した8 KBバージョンは、いろいろなプラットフォームに移植された。BASIC-80 (8080/85とZ80)、BASIC-68 (MC6800)、BASIC-69 (MC6809)、6502-BASIC、そして16ビットの BASIC-86 (8086/8088) である。
Altair BASICでの成功の後、Microsoft BASICは儲かるソフトウェアライセンスビジネスの基盤となっていく。1970年代から（特に）1980年代にかけて、様々なホームコンピュータやパーソナルコンピュータ（パソコン、PC）に移植され、拡張されていった。オリジナルのAltair BASICとは対照的に、多くのPC用のBASICはROM-BASICの形でROMに格納され、マシンの電源を入れると"READY."（または"Ok"）などのプロンプトを表示して直ちにBASICが起動するようになっていた。つまり、Microsoft BASICとその派生品は初歩的なオペレーティングシステム (OS) としての役割を担っており（スタンドアロンBASIC）、そのような機種は「BASICターンキーモデル」などと呼ばれていた。

## マイクロソフト発売の主なバージョン
当初DOS向けではインタプリタとコンパイラが別系統の商品として販売された後、QuickBASICによって統一され、その後プロフェッショナル向けが分離された。Microsoft Visual Basicでは、Standard/Professional版の形で再統一されている。
一時期Macintosh向けにもインタプリタとQuickBASICが発売されていた。

### インタプリタ系
- BASIC-80 : 8ビット（8080/85とZ80）版
- BASIC-86 : 16ビット（8086/8088）版、DOS向けの最終版は V5.28(1983)。
- GW-BASIC : IBMがPC DOSにバンドルしたBASICAのMicrosoft版。IBM PCのROM BASIC無しで動作し、CGAとEGAのグラフィックをサポートする。最終版は V3.23(1988)。VGAはサポートされていないので、DOS/V機ではグラフィックが使えない。
- QBasic : MS-DOS 5以降にバンドルされた。QuickBASICからコンパイル・リンク等の機能を除いた物。

### コンパイラ系
- Microsoft BASIC Compiler (BASCOM) : CP/M-80やMS-DOS用に販売されており、DOS向けの最終版は5.36(1984)。
- QuickBASIC (1985) : BASCOMの後継で4.5が最終版、この後Visual Basicに移行する。
- Microsoft Visual Basic (1991) : 先にWindows 3.0向けが発売され、その後DOS向けの最終版が発売された。

### プロフェッショナル向け
- Microsoft BASIC Compiler 6.0 (1988) : QuickBASIC 4.0から派生した。MS-DOS, OS/2両対応で後のVisual Basic Professional版の先駆け。
- Microsoft BASIC PDS 7.x
- Microsoft Visual Basic with Professional Toolkit
- Microsoft Visual Basic for DOS Professional Edition : DOS版のプロフェッショナル向けの最終版

## Microsoft BASICの派生品
Microsoft BASICを基に、企業独自の機能が使えるように改造および改良した派生品が数多く現れた。ライセンス契約の影響もあって本体同梱が原則であったが、一部の製品は別売で購入することができた。
- Altair BASIC : MITS Altair 8800 および他の S-100 コンピュータ
- Amiga BASIC : コモドール Amiga ファミリ
- Applesoft BASIC : Apple II ファミリ
- Atari Microsoft BASIC I/II : Atari 8ビット・コンピュータ
- BASICA ("BASIC Advanced") : PC-DOS, IBM PC上
- Color BASIC : TRS-80 Color Computer
- Commodore BASIC : コモドール 8ビットファミリ, コモドール64など
- Extended Color BASIC : TRS-80 Color Computer および Dragon 32/64
- F-BASIC : 富士通 FMシリーズ
- Hu-BASIC : シャープ X1シリーズ/MZシリーズ
- BASIC-M25 : MZ-2500用
- IBM Cassette BASIC : PC-DOS, 元祖IBM PC用
- Microsoft Level III BASIC : タンディ・ラジオシャック TRS-80
- MBASIC : CP/M, on 8080/85 および Z80 ベースのコンピュータ
- MS BASIC for Macintosh : Mac OS on Apple Macintosh
- MSX-BASIC : MSX
- N-BASIC : NEC PC-8000シリーズ/PC-8800シリーズ/初期のPC-9800シリーズ
- N60-BASIC : NEC PC-6000シリーズ/PC-6600シリーズ
- N82-BASIC : NEC PC-8200シリーズ
- N88-BASIC : NEC PC-8800シリーズ
- TRS-80 Level II BASIC : タンディ・ラジオシャック TRS-80
- WordBASIC (WordBasic、Visual Basic for Applicationsの前身) : 同上